# Gossypium turneri
Gossypium turneri är en malvaväxtart som beskrevs av P.A. Fryxell. Gossypium turneri ingår i släktet bomull, och familjen malvaväxter. Inga underarter finns listade i Catalogue of Life.